# Incroyables et merveilleuses

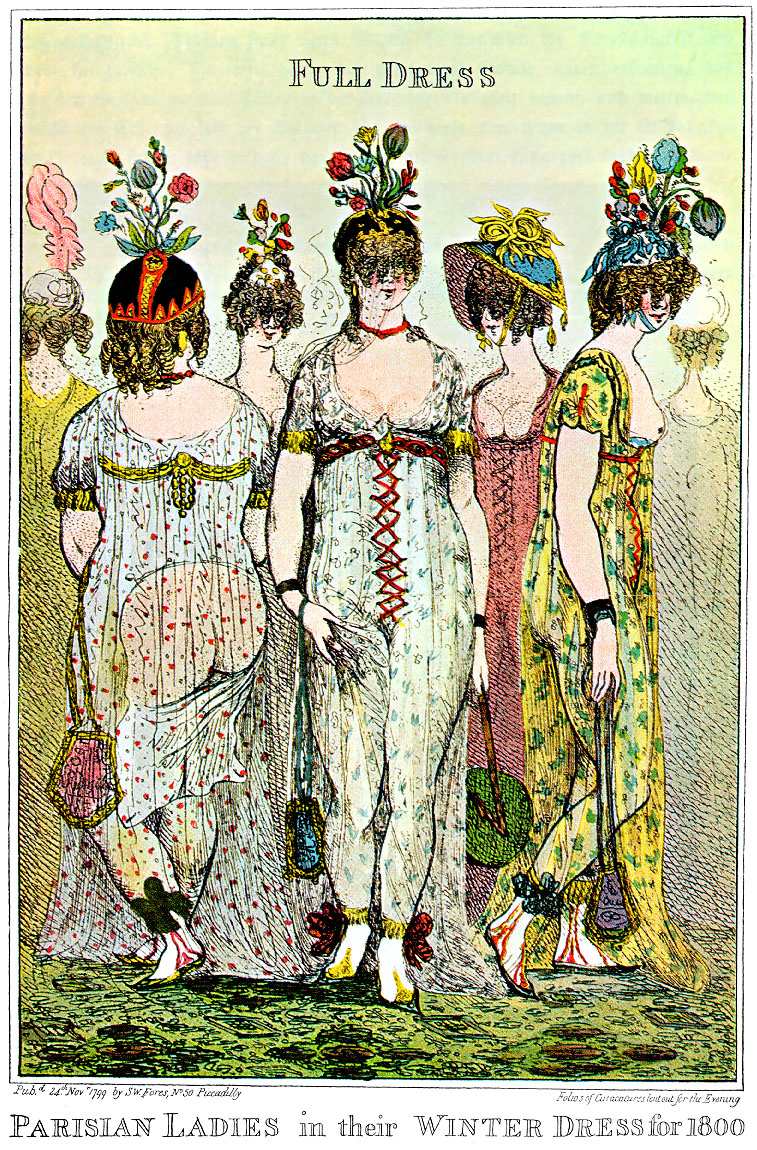
Mulheres parisienses em vestido de inverno (1799). Caricatura inglesa de Isaac Cruikshank.

Os Incroyables ( francês: [ɛ̃kʁwajabl], "incríveis") e suas contrapartes femininas, as Merveilleuses ( francês: [mɛʁvɛjøz], "maravilhosas"), eram membros de uma subcultura aristocrática da moda em Paris durante o Diretório Francês (1795–1799). Seja como catarse ou pela necessidade de se reconectar com outros sobreviventes do Reino do Terror, eles saudaram o novo regime com uma explosão de luxo, decadência e até tolice. Eles organizaram centenas de bailes e iniciaram tendências de moda em roupas e maneirismos que hoje parecem exagerados, afetados ou  auto-indulgentes. Eles também foram zombeteiramente chamados de "incoyable" ou "meveilleuse", sem a letra R, refletindo seu sotaque elegante no qual a letra era levemente pronunciada, quase inaudível. Quando esse período acabou, a sociedade deu uma guinada mais sóbria e modesta.
Membros das classes dominantes também estavam entre as principais figuras do movimento, e o grupo influenciou fortemente a política, o vestuário e as artes do período. Eles emergiram dos muscadins, um termo para gangues de rua anti- jacobinas na Paris de 1793  que foram importantes politicamente por cerca de dois anos; os termos são freqüentemente usados alternadamente, embora os muscadins fossem de origem social inferior, sendo em grande parte de classe média.

## Origem social

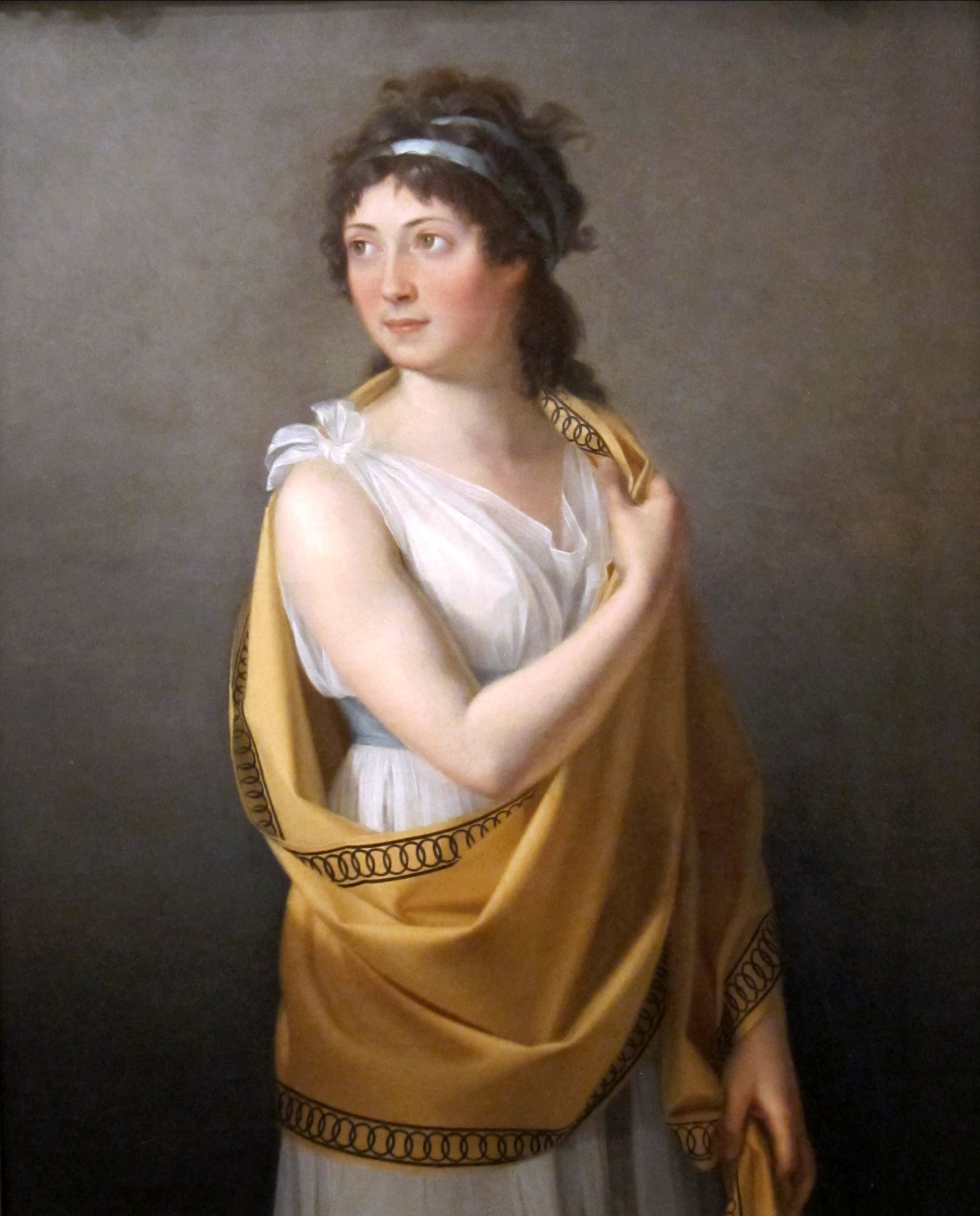
Thérésa Tallien, uma importante Merveilleuse, em estilo neoclássico

Carruagens ornamentadas reapareceram nas ruas de Paris um dia após a execução (28 de julho de 1794) de Maximilien Robespierre, que pôs fim ao Comitê de Segurança Pública da era jacobina e assinalou o início da Reação Termidoriana. Havia senhores e criados mais uma vez em Paris, e a cidade explodiu em um furor de busca de prazer e entretenimento. Os teatros prosperaram e a música popular satirizou os excessos da Revolução. Uma canção popular da época exortava o povo francês a "compartilhar meu horror" e enviar "esses bebedores de sangue humano" de volta aos monstros dos quais surgiram. A letra da música alegrava que "seus algozes finalmente empalidecem no amanhecer tardio da vingança".

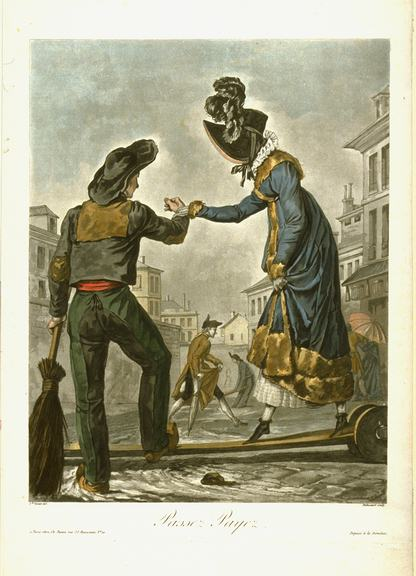
Passez Payez

Muitos bailes públicos eram bals des victimes (bailes das vítimas) em que jovens aristocratas que haviam perdido entes queridos para a guilhotina dançavam em trajes de luto ou usavam braçadeiras pretas, cumprimentando-se com movimentos violentos da cabeça como se estivessem se decapitando. Um baile realizado no Hôtel Thellusson na rue de Provence, no 9º arrondissement de Paris, restringiu sua lista de convidados aos filhos adultos dos guilhotinados.

## Roupas e moda

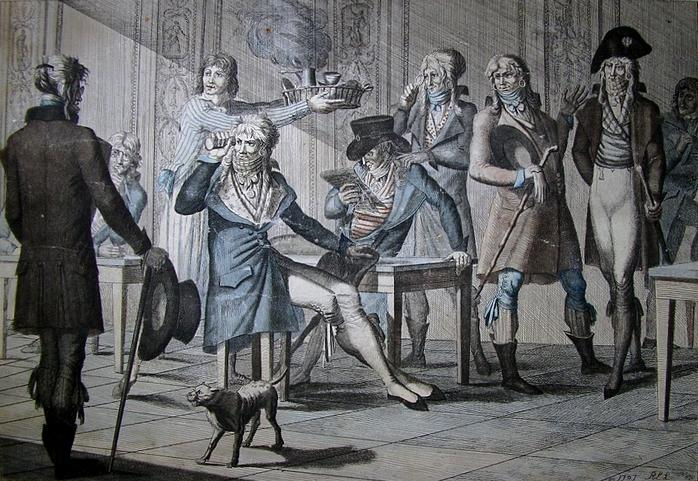
Cafe des Incroyables

As Merveilleuses escandalizaram Paris com vestidos e túnicas modelados a partir das antigas gregas e romanas, cortados de linho e gaze muito fino ou mesmo transparente, às vezes tão reveladores que eram chamados de "tecido de ar". Muitos vestidos exibiam decote e eram muito apertados para permitir bolsos. Para carregar até mesmo um lenço as senhoras tinham que usar pequenas bolsas conhecidas como reticules. Elas gostavam de perucas, muitas vezes loiras porque a Comuna de Paris proibiu perucas dessa cor, mas também as usavam em preto, azul e verde. Chapéus enormes, cachos curtos como os dos bustos romanos e sandálias de estilo grego estavam na moda. As sandálias eram amarradas acima do tornozelo com fitas cruzadas ou fios de pérolas. Aromas exóticos e caros fabricados por perfumarias como Parfums Lubin eram usados tanto por estilo quanto como indicadores de posição social. Thérésa Tallien, conhecida como "Nossa Senhora do Termidor", usava anéis caros nos dedos dos pés descalços e braceletes de ouro nas pernas.
Os Incroyables usavam roupas excêntricas: brincos grandes, jaquetas verdes, calças largas, gravatas enormes, óculos grossos e chapéus encimados por "orelhas de cachorro", com o cabelo caindo nas orelhas. Suas fragrâncias baseadas em almíscar lhes garantiram o apelido depreciativo de muscadins e seus predecessores imediatos, um grupo de anti-jacobinos mais de classe média. Eles usavam chapéus bicornes e carregavam bordões ou bengalas distintas, que eles chamavam de seu "poder executivo". O cabelo costumava ficar na altura dos ombros, às vezes puxado para cima com um pente para imitar o estilo de cabelo dos condenados. Alguns ostentavam monóculos grandes. Frequentemente afetavam o ceceio, supostamente para evitar a letra "R" de "revolução" - e às vezes uma postura curvada e corcunda ou desleixada, como caricaturada em vários desenhos animados da época.
Além de Madame Tallien, Merveilleuses famosas incluíam Mademoiselle Lange, Juliette Récamier e duas Créoles muito populares: Fortunée Hamelin e Hortense de Beauharnais . Hortense, filha da Imperatriz Josefina, casou-se com Luís Bonaparte e tornou-se mãe de Napoleão III . Fortunée não nasceu rica, mas se tornou famosa por seus salões e sua coleção de amantes proeminentes. A sociedade parisiense comparou Germaine de Staël e Mme Raguet a Minerva e Juno e batizou vestimentas com nomes de divindades romanas: os vestidos eram estilizados como Flora ou Diana, e as túnicas eram estilizadas à la Ceres ou Minerva.
O líder dos Incroyables, Paul François Jean Nicolas, vicomte de Barras, foi um dos cinco diretores que governaram a República da França e deram ao período seu nome. Ele organizou banquetes luxuosos com a presença de monarquistas, jacobinos arrependidos, senhoras e cortesãs. Como o divórcio agora era legal, a sexualidade estava mais livre do que no passado. No entanto, a reputação de imoralidade de De Barras pode ter sido um fator em sua derrubada posterior, um golpe que levou o consulado francês ao poder e abriu caminho para Napoleão Bonaparte .

## Representação nas artes
A alpinista social fictícia nova-rica Madame Angot, desajeitadamente vestindo roupas gregas ridículas, parodiou as Merveilleuses em muitas peças do período. As caricaturas de Carl Vernet dos guarda-roupas dos Incroyables e Merveilleuses tiveram sucesso popular contemporâneo.

### Imagens da época

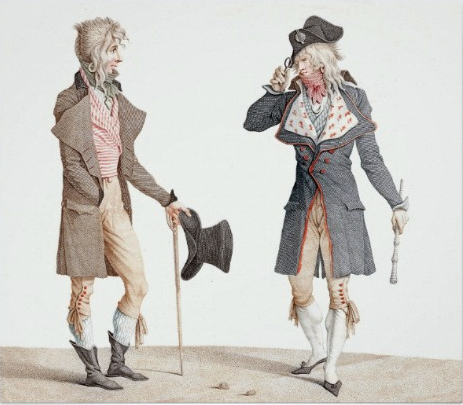
Pintura Un Incroyable, de Carle Vernet, talvez a primeira imagem de uma cartola (1796)
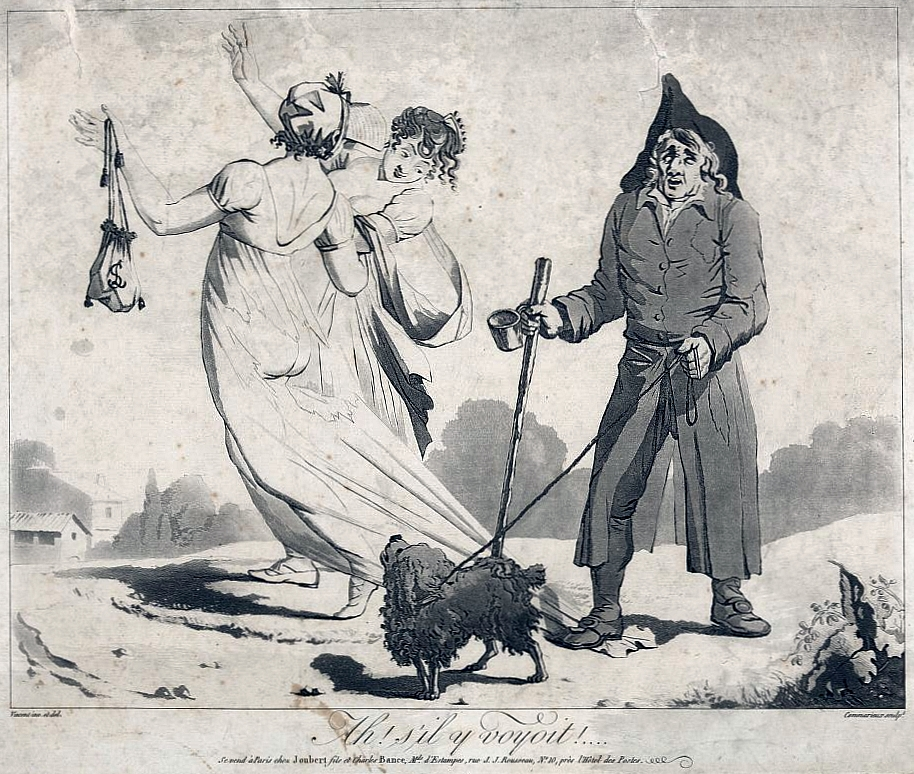
Caricatura francesa do vestido transparente de uma Merveilleuse
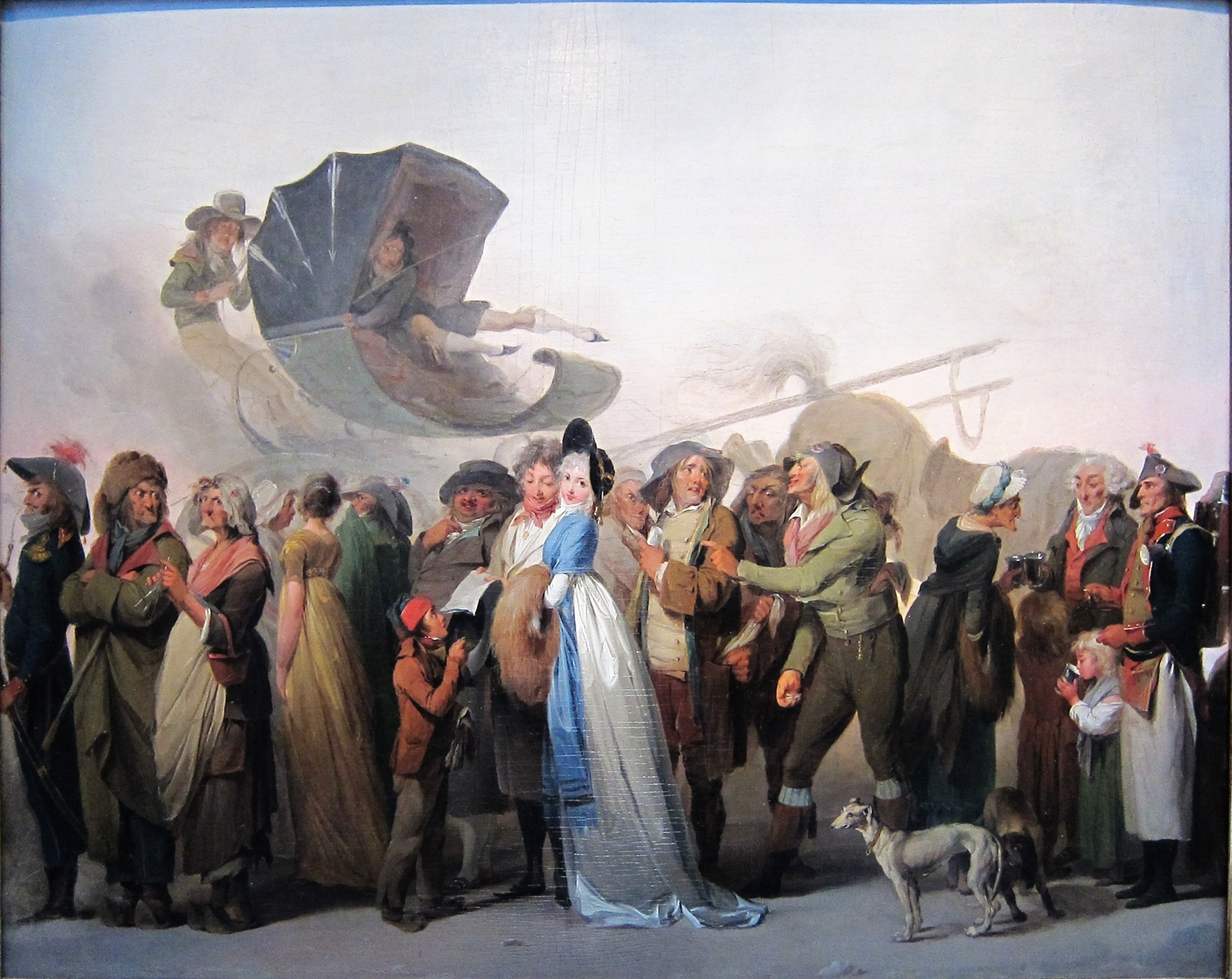
Boilly , parada dos Incroyables
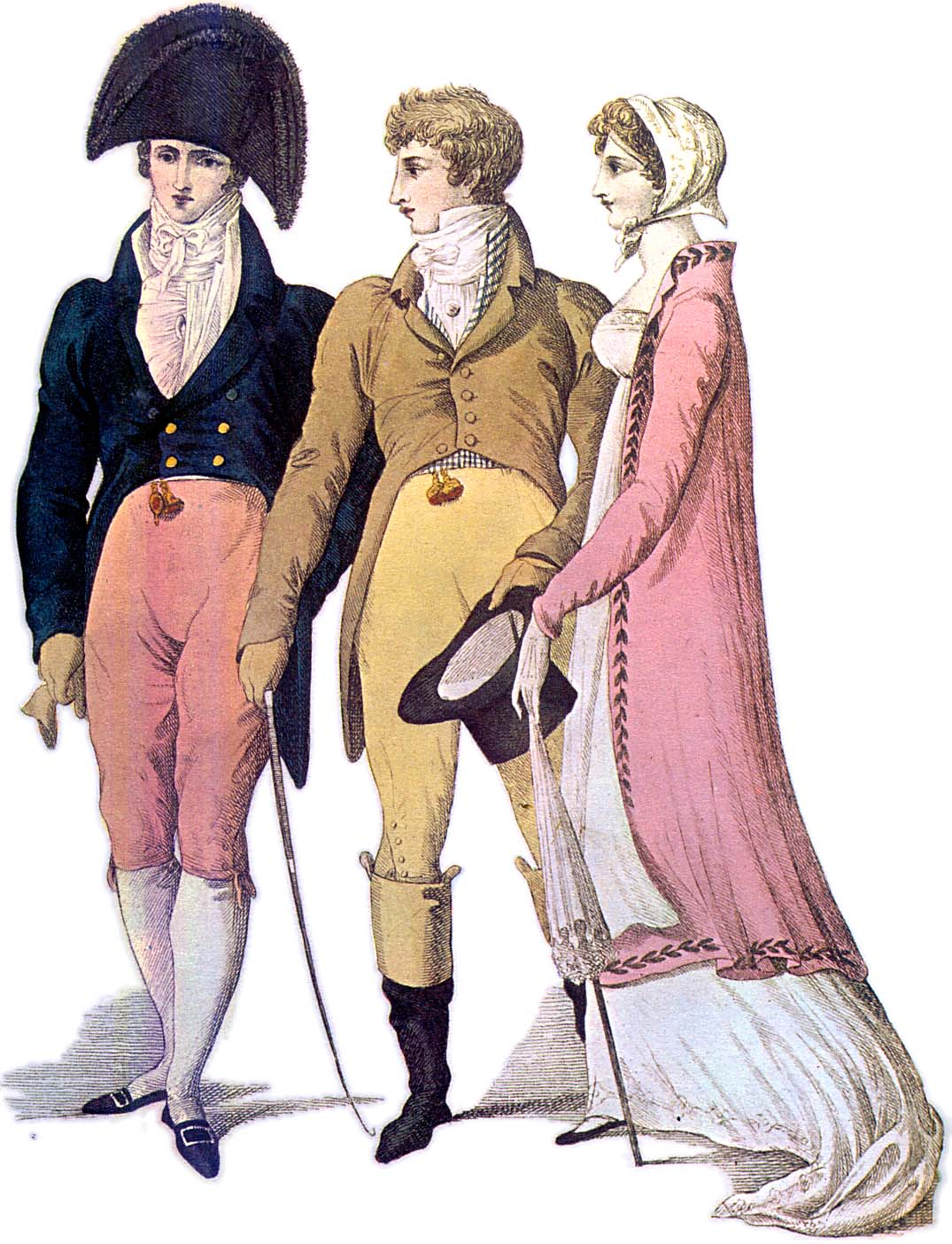
Traje completo e parcial for April 1809
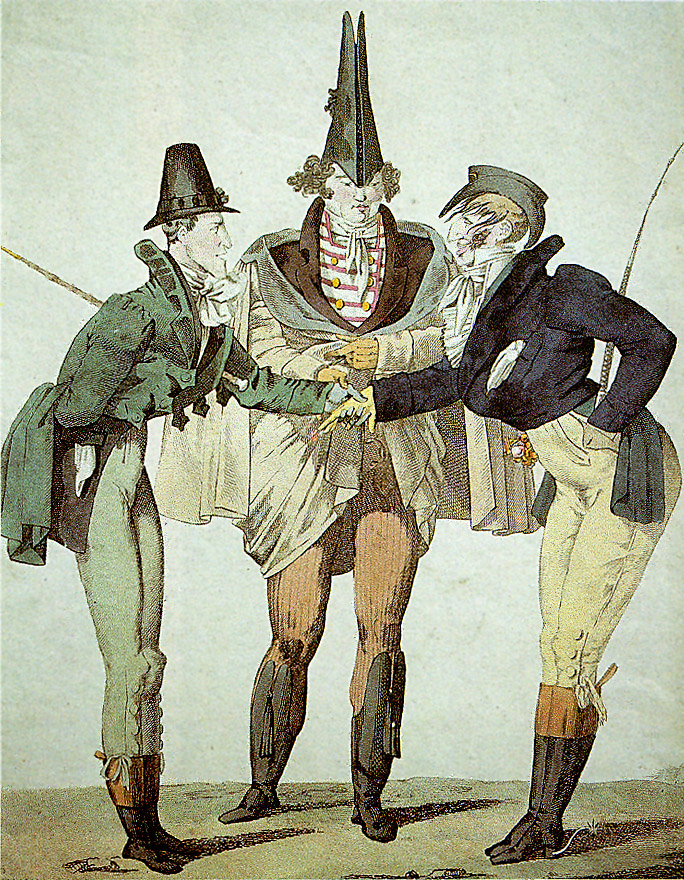
Les-Modernes-Incroyables, 1810
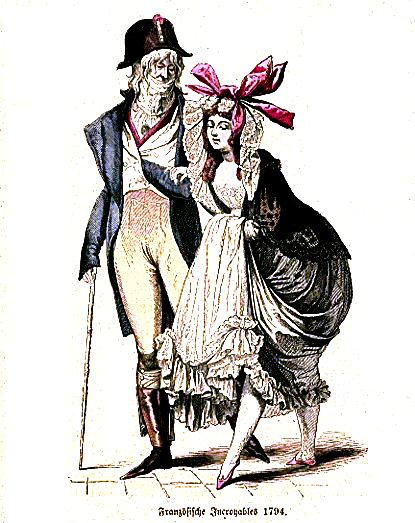
Les Incroyables
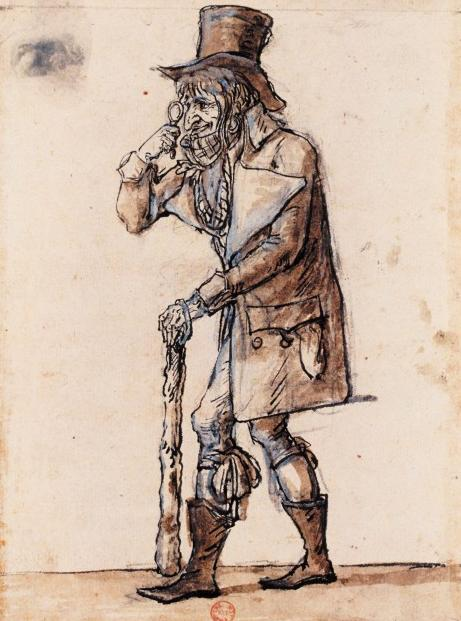
Incroyable
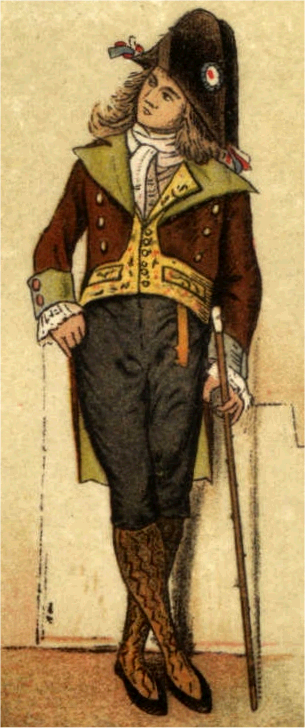
French dandy
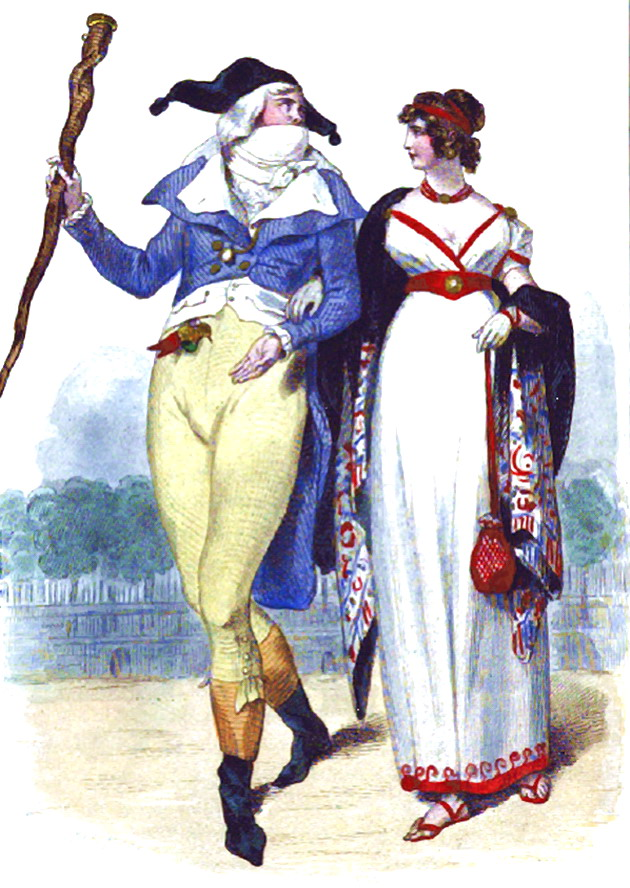
Incroyable e Merveilleuse
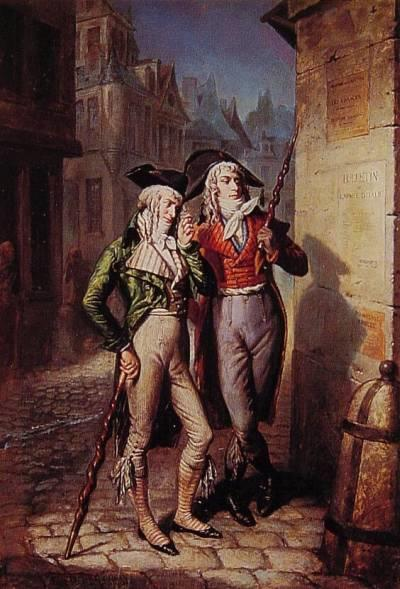
Les Incroyables (Muscadins)
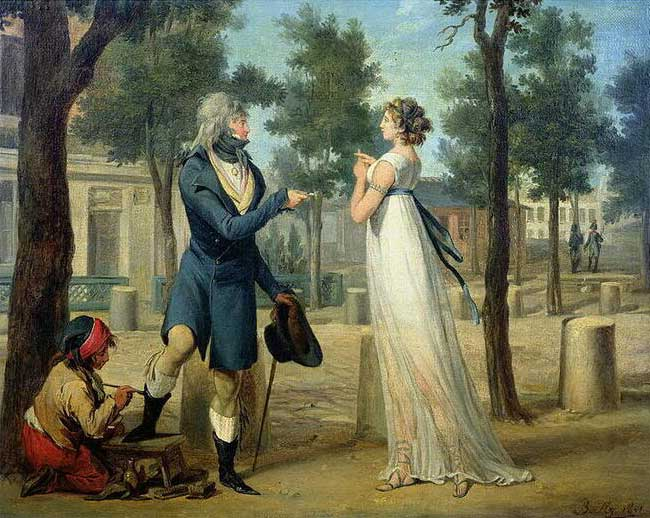
Point de Convention c. 1797

Pessoas associadas aos Incroyables e Merveilleuses
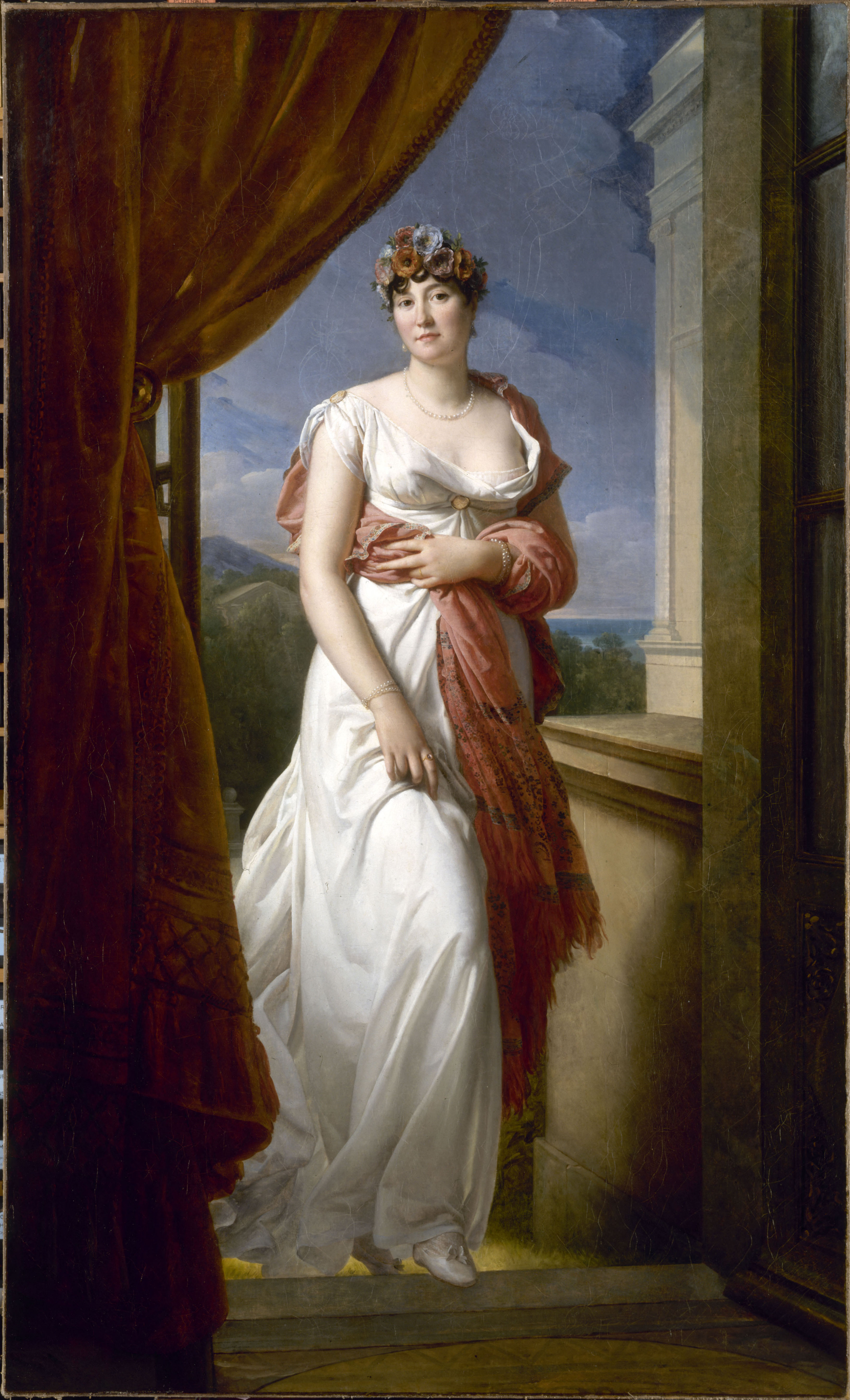
Madame Tallien
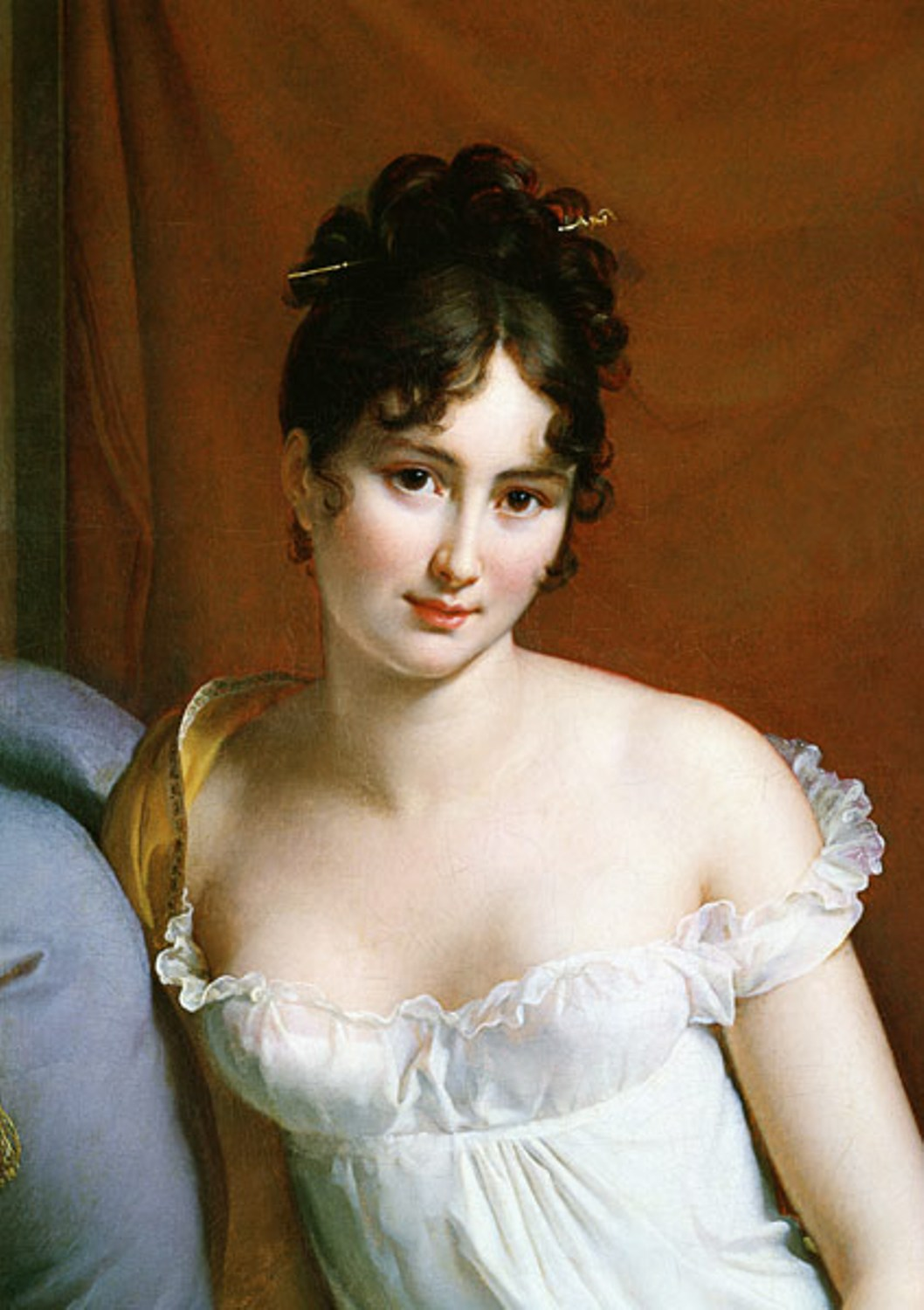
Juliette Récamier (1777-1849)
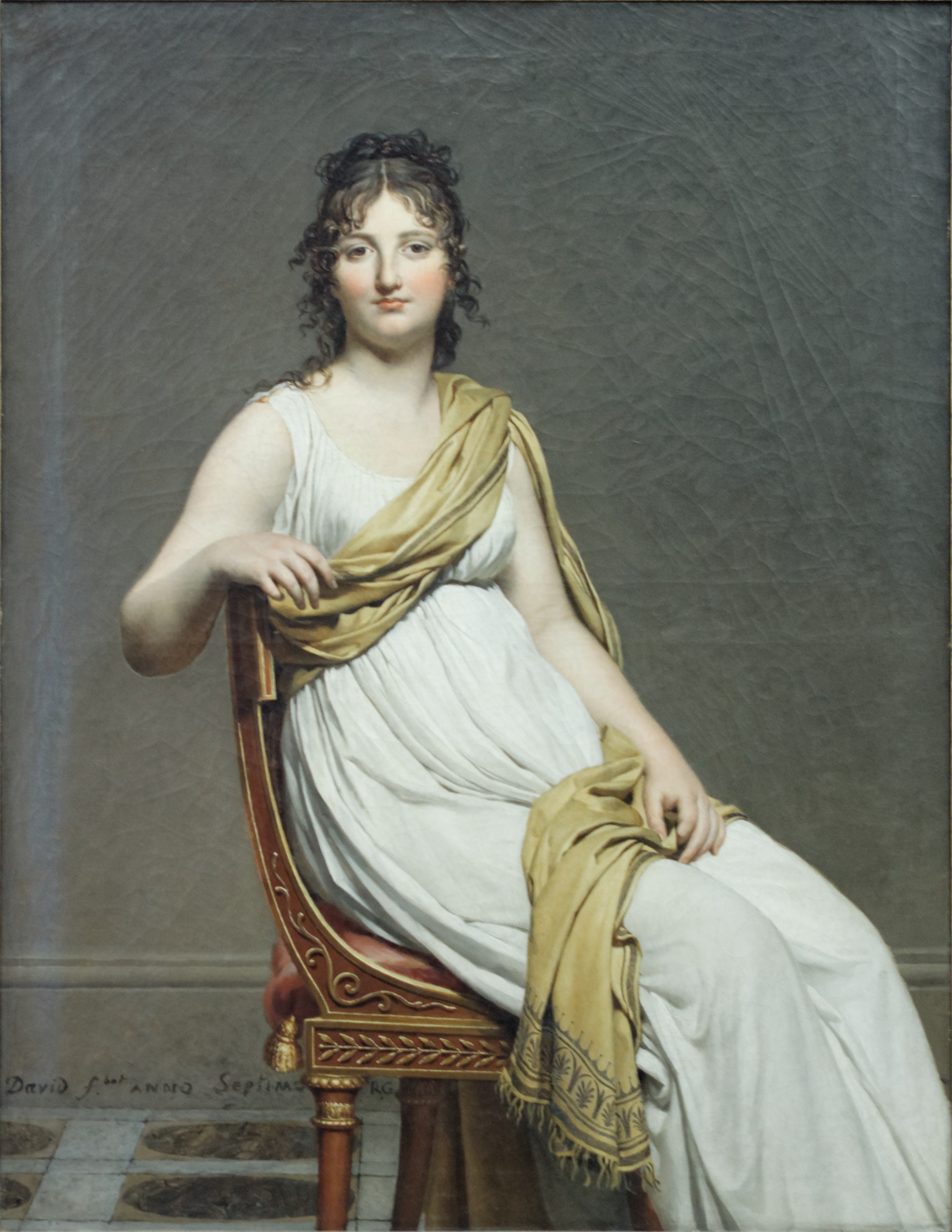
Retrato de Madame de Verninac
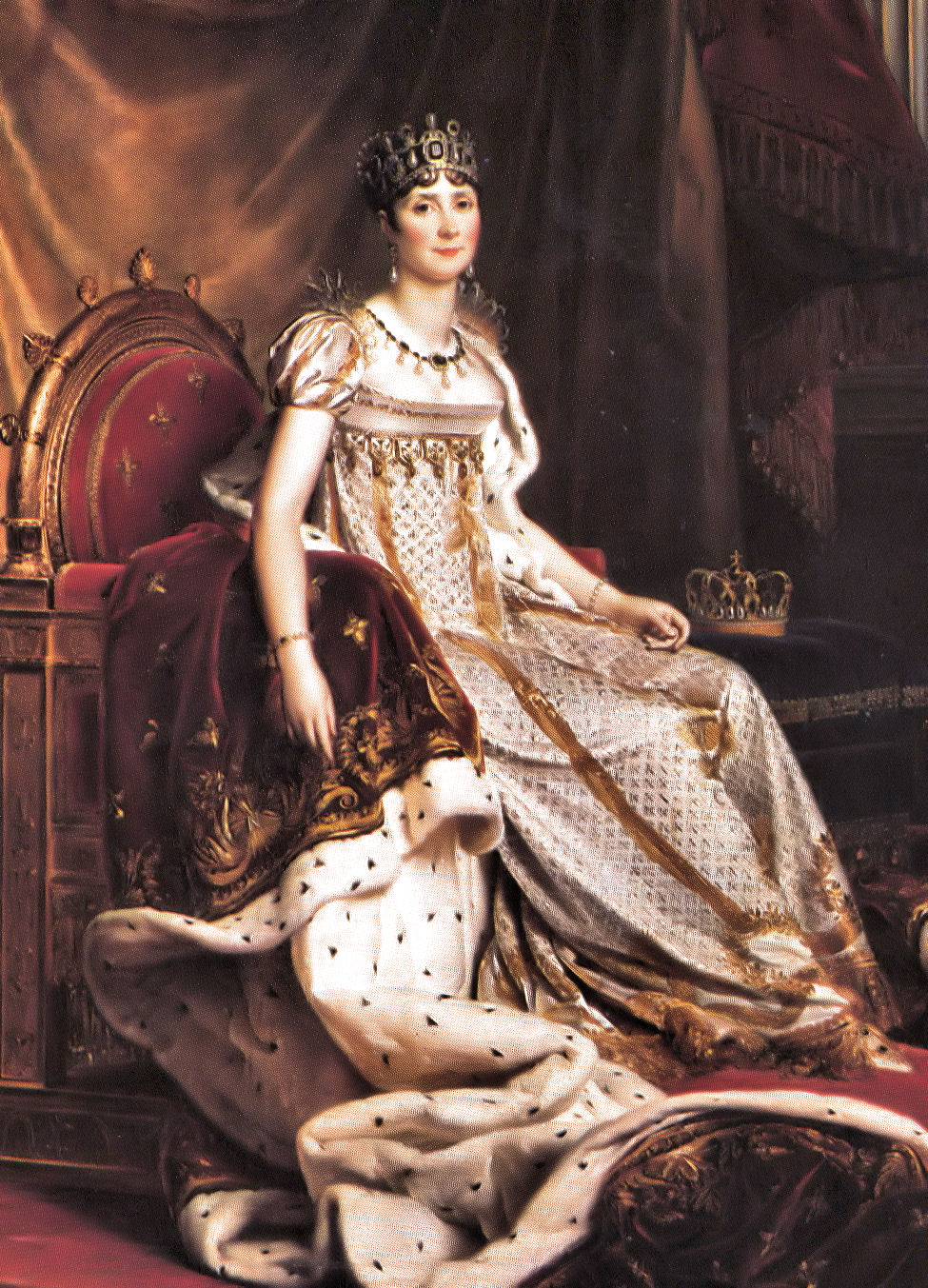
Josephine de Beauharnais

## Outros significados
- Incroyable era um apelido francês do século 18 para um ioiô, então um brinquedo da moda.[8]